# Give Me One Reason
Give Me One Reason è un singolo della cantautrice statunitense Tracy Chapman, pubblicato nel 1996 ed estratto dall'album New Beginning.

## Tracce
- CD

1. Give Me One Reason
2. The Rape of the World

## Premi
Il brano è stato premiato con un Grammy Award alla miglior canzone rock nell'ambito dei Grammy Awards 1997.

## Classifiche
| Classifiche (1996) | Posizione massima |
| ------------------ | ----------------- |
| Stati Uniti        | 3                 |